# 한국세라믹기술원
한국세라믹기술원(韓國-技術院, Korea Institute of Ceramic Engineering and Technology)은 1912년 정부조직인 중앙시험소로 출발하여 2000년 정부출연기관으로 출범한 대한민국의 세라믹 전문 연구기관인 요업기술원이 2009년 5월 4일 한국세라믹기술원으로 독립 기관화되어 세라믹산업을 진흥하고 기술을 개발할 목적으로 새롭게 출범한 대한민국 산업통상자원부 산하 위탁집행형 준정부기관이다. 서울특별시 금천구 디지털로 10길 77(가산동 233-5)에 있었지만 2015년 3월 16일부로 경상남도 진주시 소호로 101(충무공동 15-4)로 이전하였다.

## 설립 근거
- 산업기술혁신 촉진법[1]

## 연혁
- 1883년: 전환국소속 분석시험소 설립
- 1902년: 공업전습소 부설 분석시험소
- 1912년 12월: 중앙시험소에 요업부 신설
- 1946년 7월: 상공부 중앙공업연구소 요업과로 개편
- 1961년: 상공부 국립공업연구소 요업과로 개편
- 1971년 5월: 국립공업연구소 산하 마산도자기시험소 설립
- 1973년: 공업진흥청 국립표준시험소 요업과로 개편
- 1976년: 공업진흥청 국립공업시험원 요업과로 개편
- 1984년 5월: 마산도자기시험소를 마산에서 서울청사로 이전
- 1987년: 마산도자기시험소를 도자기시험소로 개칭
- 1991년 12월: 국립공업시험원 요업과와 도자기시험소를 요업기술원으로 통합
- 1996년 2월: 중소기업청 국립기술품질원 요업기술원으로 개편
- 1999년 5월: 산업자원부 기술표준원 요업기술원으로 개편
- 2000년 1월: 한국산업기술평가원 부설 요업기술원으로 발족(정부출연기관화)
- 2007년 9월: 경기도 이천에 전통세라믹 분야 전문연구기관으로 이천분원 설립
- 2009년 5월: 한국세라믹기술원으로 출범(독립기관)
- 2015년 4월: 본원 경남 진주로 이전

## 조직

### 한국세라믹기술원장
- 감사실
- 경영기획본부
  - 전략기획실
  - 대외협력팀
  - 경영혁신팀
  - 경영지원실
  - 사회적가치창출실

#### 부원장실
- 산업정책ㆍ연구지원실

##### 에너지환경소재본부
- 에너지효율소재센터
- 에너지저장소재센터
- 시멘트ㆍ건축소재센터

##### 전자융합소재본부
- 광ㆍ전자부품소재센터
- 나노소재ㆍ공정센터

##### 기업지원본부
- 기업성장지원센터
- 창업도약팀
- 분석기술센터
  - 수도권분소
  - 이천분소

##### 이천분원
- 도자융합기술센터
- 엔지니어링세라믹센터
- 세라믹종합솔루션센터

##### 융합기술사업단
- 세라믹섬유ㆍ항공소재센터
- 오송융합바이오세라믹소재센터
- 가상공학센터
- 헬스ㆍ뷰티케어소재티
- 세라모테크노베이터팀